# Armand Schreurs
Armand Schreurs (Hasselt) is een Vlaams poppenspeler, cabaretier, columnist en journalist.

## Poppentheater
Op 1 april 1978 begon Schreurs in café De Kleine Hal met een satirisch poppentheater 'voor grote mensen', dit als omkadering voor stadskrant De Nieuwgierige Hasselaar. Hij bouwde deze act vanaf  1980 verder uit en is daarmee sinds 2002 ook actief in het buitenland, voornamelijk in Nederland en Duitsland. De voorstellingen worden veelal op maat gemaakt voor congressen in binnen- en buitenland. De optredens zijn meestal in het Nederlands of Engels, bij gelegenheid ook in het Frans of Duits. 

## Media
Schreurs werkte sinds 1979 voor VRT Radio 2 als sportjournalist voor Splinternieuws Limburg en nationale programma's als Sportkaffee en Sport Te Kort. In 'De Vlag en de Lading' van Michel Ilsen, elke woensdag op Radio 2, bracht hij een satirische bijdrage met de poppenstemmen 'Tjen en Léon'.
Hij was in de krantenwereld aanvankelijk actief bij Het Nieuwsblad en Het Volk en stapte in 1987 definitief over naar Het Belang van Limburg waar hij tot op heden zijn wekelijkse column heeft op donderdag. Ook eertijds in wielertijdschrift Cyclosprint.
Van 1991 tot 2004 was Schreurs wekelijks te gast in het radioprogramma Ochtendkuren van Radio 2 met Dirk Somers en Luc Verschueren. Hij speelde onder meer de typetjes Boer Firmin Vandeput en ministerieel chauffeur Jacky Spaas. Schreurs werd vooral bekend met zijn wekelijkse telefoongesprekken, waarin hij een nietsvermoedende beller voor de gek hield. Een aantal fragmenten werd op cd uitgebracht. Ook een cd "'t Is van de ho-o-ond" samen met Danny Wuyts.
Drie jaar was hij medepresentator van het radioprogramma Stamgasten, in duo met Nico Reynaert. Tijdens de radioprogramma's De Andere Hoed en Afgefloten trad hij vaak op o.m. als imitator van Raymond Goethals. Van 2004 tot 2008 was Schreurs te horen in Buren met Verschueren. In de zomer van 2015 samen met Dave Peters in Kleedkamergeheimen.
Voor VRT televisie was hij in 1995-96 twee jaar vaste gast in Zomerkuren. Gedurende deze twee seizoenen presenteerde hij ook Mondfol, een tv-programma samen met groentekok Frank Fol. Hij maakte ludieke sportportretten voor de Zevende Dag en nadien voor VTM onder de vlag 'Liefdevolle kleuren'. 
Bij TV Limburg fungeert hij in Sportcafé als analist en bij de verkiezingen van 2018 en 2019 maakte hij telkens een vijftientiental portretten van lijsttrekkers en markante kandidaten.
In Nederland werkte hij vanaf 1995 als interviewer tien jaar mee aan AJAX Magazine, het maandblad van de Amsterdamse club. In 2004 stapte hij over naar NOS Radio 1, waar hij tot 2018 bijdrages over sport in België bracht in het programma Langs de Lijn. Tijdens die periode van 15 jaar had hij ook een radiocolumn, onder meer tijdens zeven edities van de Tour de France.

## Overige
Schreurs is auteur van vier toneelstukken. Voor het Mechels Miniatuur Teater schreef hij de satire 'Maastricht op z'n gezicht' over de Europese eenwording (1992) in een regie van Jaak Van Assche. Hij maakte twee Hasseltse revues met 'Hasselt es te kleen' en 'Hasselt place to be.' Ten gunste van 100 jaar Het Belang van Limburg bracht hij ook een stuk over de krant op de planken.
Hij publiceerde een boek over het WK voetbal 1994 onder de titel 'Baggio Bakero Enzo', in samenwerking met de Deense ex-Anderlechtspeler Per Frimann. Het betrof vijftien interviews met voetballers zoals Jürgen Klinsmann, Ruud Gullit, Roberto Baggio en Enzo Scifo. Het boek verscheen ook in het Frans.
In december 2002 stapte Schreurs voor een half jaar in de politiek voor de partij VLD, maar hij raakte met bijna 12.000 stemmen niet verkozen tijdens de Kamerverkiezingen in Limburg.
Hij bracht cd's  uit ('De beste dépanneur', 'Ochtendkuren, ' 't Is van de hond') en maakte voor BRUZZ-tv een komische reeks commentaren tijdens het WK voetbal 2018. Hij is ook vaste gast in de talkshow 'Plat du jour' van be.brusseleir.
Hij organiseerde vanaf 2018 driemaal op rij een spandoekenproject bij RWDM. Schoolkinderen uit Molenbeek maakten tekeningen, die vervolgens geprint werden opgehangen in het stadion. Zeven andere clubs verleenden hieraan hun medewerking. Ook bij Sporting Hasselt werd zo'n project uitgewerkt.
In 2020, tijdens de coronapandemie, bracht hij, samen met 9 mede-auteurs, Shakespeare in' t Hessels uit, een verzameling van 50 sonnetten van de Engelse auteur, die naar het Hasselts hertaald werden, ten voordele van de 'Helden van de zorg'.